# Clarke Carlisle
Clarke James Carlisle (Preston, 1979. október 14. –) angol labdarúgó, aki jelenleg a Burnleyben játszik hátvédként.

## Pályafutása

### Blackpool
Carlisle a Blackpool ifiakadémiáján kezdett futballozni. 1997-ben kapott profi szerződést a csapattól és hamar fontos játékosa lett a klubnak. Az ott töltött három éve alatt rendre jól teljesített, 93 bajnoki meccsen lépett pályára és hét gólt szerzett.

### Queens Park Rangers
2000 nyarán a Queens Park Rangershez igazolt. A londoniak 250 ezer fontot fizettek érte. Nem sokkal később az U21-es angol válogatottba is bekerült. 2001-ben keresztszalag szakadást szenvedett, ami miatt egy évig nem játszhatott. Egy Bristol City elleni tartalékbajnokin tért vissza a pályára, de ott újra megsérült. Sokan attól tartottak, hogy újra elszakadt a keresztszalagja, de mint kiderült, csak egy könnyebb sérülésről volt szó, amiből hamar felépült.
A 2003/04-es szezon végén a QPR feljutott a másodosztályba, de Carlisle nem lehetett ott végig a csapatban, mivel alkoholfüggőségben szenvedett, amit kezeltetni kellett. 2004-ben lejáró szerződését csapata nem hosszabbította meg, így új klub után kellett néznie.

### Leeds United
Carlisle a Leeds Unitedben folytatta a pályafutását, ahol egy évet töltött el. Ezalatt minden sorozatot egybevéve 38 mérkőzésen lépett pályára, és elszenvedett egy bokaszalag sérülést is, ami miatt hat hetet ki kellett hagynia. A szezon végén két csapat, a Watford és a Stoke City szerette volna leigazolni, a Leeds végül a Watford 100 ezer fontos ajánlatát fogadta el.

### Watford
A Lódarazsaknál töltött első idénye olyan jól sikerült, hogy a csapat akkori menedzsere, Aidy Boothroyd a Championship egyik legjobb védőjének nevezte. A sárga mezesek végül harmadik helyen zártak és a rájátszást megnyerve feljutottak a Premier League-be. Carlisle-nak egy súlyos combsérülés miatt ki kellett hagynia a rájátszást és a 2006/07-es szezon első nyolc hónapját. Mire felépült, már eldőlt, hogy csapata kiesett.
2007. március 2-án egy hónapra kölcsönadták a Luton Townnak, hogy felépülése után újra formába lendüljön. Már másnap, a Wolverhampton Wanderers ellen bemutatkozott a csapatban. Összesen öt meccset játszott a Lutonban.

### Burnley
Carlisle-t 2007 nyarán 250 ezer fontért leigazolta a Burnley, hogy vele pótolják a Southamptonhoz távozott Wayne Thomast. Egy Scunthorpe United elleni mérkőzésen debütált a csapatban. Hamar sikerült beilleszkednie. 2007. szeptember 28-án komoly autóbalesetet szenvedett, másnap mégis pályára lépett a Crystal Palace ellen, ami miatt nagy elismerésben részesítette a Burnley mestere, Steve Cotterill.
A 2008/09-es évad végén a Burnley a rájátszás döntőjében 1-0-ra verte a Sheffield Unitedet és feljutott az élvonalba. Carlisle végig a pályán volt, végül őt választották a meccs legjobbjának.

## Külső hivatkozások
- Clarke Carlisle pályafutásának statisztikái a Soccerbase oldalon (angolul)

- Clarke Carlisle adatlapja a Queens Park Rangers honlapján
- Clarke Carlisle adatlapja a Luton Town honlapján
- Clarke Carlisle adatlapja a Burnley honlapján

## Fordítás
- Ez a szócikk részben vagy egészben  a   Clarke Carlisle című angol Wikipédia-szócikk fordításán alapul.  Az eredeti cikk szerkesztőit annak laptörténete sorolja fel. Ez a jelzés csupán a megfogalmazás eredetét és a szerzői jogokat jelzi, nem szolgál a cikkben szereplő információk forrásmegjelöléseként.